# Aspidon
Aspidon is een geslacht van sluipwespen. Het is een van de ongeveer 70 geslachten uit de onderfamilie Campopleginae van de gewone sluipwespen (Ichneumonidae).

## Soort
- A. niger Gupta, 1989